# Batería nuclear

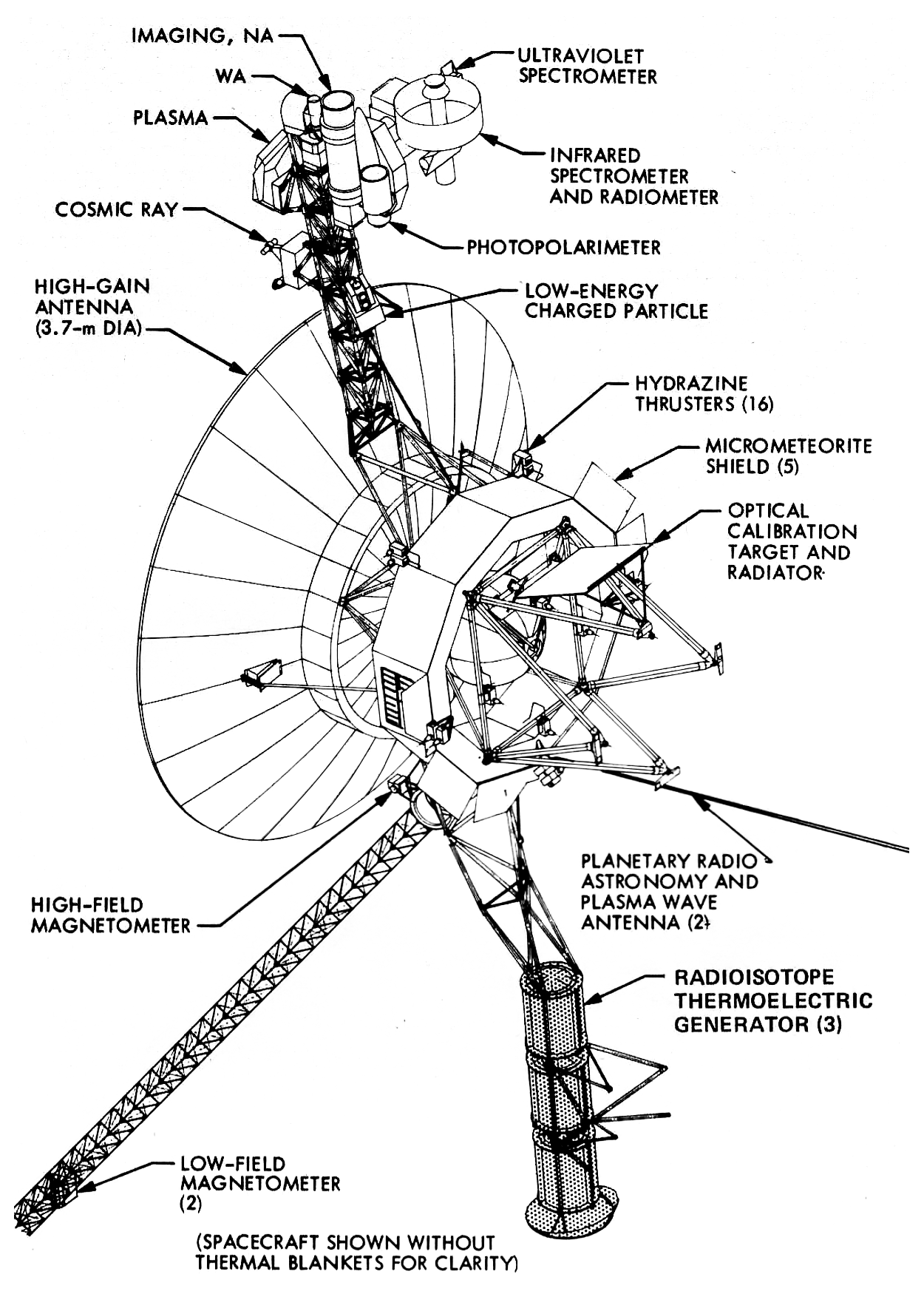
Diagrama de la nave espacial del programa Voyager, que utiliza baterías nucleares conocidas como Generadores Termoeléctricos de Radioisótopos (RTG, por sus siglas en inglés) como fuente de energía. Estas baterías son esenciales para mantener las sondas operativas en el espacio profundo, donde la luz solar es insuficiente para alimentar paneles solares.

Los términos batería atómica, batería nuclear, batería de tritio y generador de radioisótopos se emplean para describir un dispositivo que usa las emisiones de un isótopo radiactivo para generar electricidad. Del mismo modo que los reactores nucleares, estas baterías generan electricidad a partir de la energía atómica, pero se diferencian de ellos en que no usan una reacción en cadena. Comparados con otras baterías resultan muy costosos, pero tienen una vida útil muy larga y una gran densidad de energía. Por ello se usan generalmente en equipos que deben funcionar sin ser atendidos durante largos períodos de tiempo, como satélites y estaciones científicas automáticas en lugares remotos.
La tecnología de baterías nucleares comenzó en 1913, cuando Henry Moseley demostró por primera vez la célula Beta, y recibió una atención considerable para aplicaciones que requieren fuentes de energía de larga duración para usos aeroespaciales durante los años 1950 y 1960. A lo largo de los años se han desarrollado muchos tipos y métodos. Los principios científicos son bien conocidos, pero la moderna nanotecnología y los nuevos semiconductores de banda ancha han creado nuevos dispositivos, así como propiedades materiales interesantes que no estaban disponibles anteriormente.
Actualmente se están desarrollando baterías que usan la energía de la desintegración de los radioisótopos para proporcionar energía durante largos períodos de tiempo (10-20 años). Las técnicas de conversión se pueden agrupar en dos tipos: térmica y no térmica. Los conversores térmicos (cuya potencia de salida es función de una diferencia de temperatura) incluyen generadores termoeléctricos y termoiónicos. Los conversores no térmicos (cuya potencia de salida no es una función de una diferencia de temperatura) extraen una fracción de la energía incidente cuando se transforma en calor en lugar de utilizar la energía térmica para mover electrones en un circuito.

## Conversores térmicos
Conversor termoiónicoUn conversor termoiónico consiste en un electrodo caliente que emite electrones hacia un electrodo más frío, produciendo una potencia eléctrica útil. Se usa vapor de cesio para optimizar el funcionamiento de los electrodos.
Generadores termoeléctricosUn conversor termoeléctrico consiste en una conexión serie de termopares, que convierten el calor liberado por la desintegración de un material radiactivo en electricidad usando el efecto Seebeck. Los termopares metálicos tienen una eficiencia baja en la conversión temperatura-electricidad. Sin embargo, usando materiales semiconductores como el telurio de bismuto o el silicio-germanio, se pueden conseguir eficiencias de conversión mucho mayores. Alcanzan un rendimiento de hasta un 10 %.
Células termofotovoltaicasusan el mismo principio que las células fotovoltaicas, excepto que convierten la luz infrarroja (y no la luz visible) emitida por una superficie caliente, en electricidad. Las células termofotovoltaicas tienen una eficiencia ligeramente superior a los pares termoeléctricos y se pueden combinar con ellos, doblando en teoría la eficiencia. La Universidad de Houston está desarrollando un programa de tecnología de conversión de energía a partir de radioisótopos llamado TPV, cuyo objetivo es combinar células termofotovoltaicas con termopares para proporcionar una mejora de entre 3 y 4 veces en la eficiencia con respecto a los actuales generadores termoeléctricos de radioisótopos.
Conversores termoeléctricos AMTEC (Alkali-Metal Thermal to Electric Converter)son sistemas electroquímicos basados en el electrolito usado en las baterías de sodio-sulfuro, β-alumina. El dispositivo es una celda de concentración de sodio que usa un electrolito sólido, cerámico, policristalino de β-alumina (BASE), como separador entre una zona de alta presión que contiene vapor de sodio a 900 - 1300 K y una zona de baja presión que contiene un condensador para sodio líquido a 400 - 700 K. La eficiencia de las celdas AMTEC alcanza un 16 % en el laboratorio y se predice que pueden alcanzar un 20 %.

## Conversores no térmicos
Los conversores no térmicos extraen una fracción de la energía nuclear al producirse calor en la desintegración nuclear. La salida no es función de las diferencias de temperatura como en los conversores termoeléctricos y termoiónicos. Se pueden agrupar en tres clases.

### Generadores de carga directa
En el primer tipo, los generadores principales consisten en un condensador que se carga por la corriente de las partículas cargadas de una capa radiactiva depositada en uno de los electrodos. El espacio entre los electrodos puede ser el vacío o un dieléctrico. Se pueden utilizar partículas con carga negativa (partículas beta) o positiva (partículas alfa, positrones o fragmentos de fisión). Aunque esta forma de generador nuclear-eléctrico se remonta a 1913, lo altos voltajes y muy bajas corrientes que proporciona hacen que se hayan desarrollado pocas aplicaciones en el pasado. Actualmente se usan sistemas de osciladores/transformadores para reducir el voltaje, seguidos de rectificadores para transformar la corriente alterna de salida de nuevo en continua.
Fue el físico inglés Henry Moseley quien construyó el primero de estos generadores. Su dispositivo consistía en una esfera de cristal, con su superficie interior plateada, y un emisor de radio montado en el extremo de un cable en el centro. Las partículas cargadas del radio creaban un flujo de electricidad al moverse rápidamente del radio a la parte interior de la superficie de la esfera. En un momento tan tardío como 1945, el modelo de Moseley sirvió como guía para el desarrollo de otros generadores experimentales de electricidad a partir de las emisiones de elementos radiactivos.

### Betavoltaicos
Estos generadores de corriente eléctrica usan la energía de una fuente radiactiva emisora de partículas beta (electrones). Una fuente común es el tritio, un isótopo del hidrógeno. A diferencia de la mayoría de las fuentes de energía nucleares, que usan la radiación nuclear para generar calor que posteriormente se convierte en electricidad (generadores termoeléctricos y termoiónicos), los generadores betavoltaicos usan un proceso de conversión no térmico.
Los generadores betavoltaicos se adaptan especialmente bien a las aplicaciones de baja potencia en las que se requiere una gran duración de la fuente de energía, como en dispositivos médicos implantables y aplicaciones aeroespaciales.

### Optoeléctricos
Investigadores del Instituto Kurchatov de Moscú han propuesto una pila nuclear optoeléctrica. Un emisor beta (como por ejemplo el tecnecio-99) estimularía un excímero, el cual genera luz que a su vez alimentaría una célula fotoeléctrica. La batería consistiría en un excímero mezcla de argón/xenón en un recipiente a presión con una superficie interna reflectante, Tc-99 finamente pulverizado, y un mezclador intermitente ultrasónico, iluminando una célula fotoeléctrica con una banda prohibida ajustada para el excímero. La ventaja de este diseño es que no se requieren montajes de precisión de los electrodos, y la mayor parte de las partículas beta escapan del material finamente dividido para contribuir a la potencia de la batería.

### Baterías electromecánicas
Las baterías atómicas electromecánicas usan la acumulación de carga entre dos placas para acercar una placa flexible hacia la otra, hasta que ambas se tocan, se descargan y se vuelve a la situación inicial, separándose ambas placas. El movimiento mecánico producido se puede emplear para producir electricidad mediante la deformación de un material piezoeléctrico o con un generador lineal. Se pueden producir mW de potencia en pulsos, en algunos casos varias veces por segundo (35 Hz).

## Radioisótopos usados
Las pilas atómicas usan radioisótopos que producen partículas beta de baja energía o, en ocasiones, partículas alfa con diferentes energías. Las partículas beta de baja energía son necesarias para prevenir la producción de radiación penetrante muy energética ("radiación de frenado" o bremsstrahlung) que precisaría el empleo de blindajes pesados. Se han probado radioisótopos como el tritio, níquel-63, prometio-147, curio-242, curio-244 y estroncio-90.